# Design 1013 (US Shipping Board)
Le navire Design 1013 (nom complet Emergency Fleet Corporation Design 1013 ), également connu sous le nom de type Robert Dollar, était un modèle de cargo à coque en acier appartenant à l'un des types standardisés approuvés pour la production en série par l'Emergency Fleet Corporation (EFC) de l'United States Shipping Board durant la Première Guerre mondiale. Comme beaucoup des modèles originels sanctionnés par l'EFC, le Design 1013 n'est pas un plan issu de l'office lui-même mais est basé sur un modèle de cargo préexistant, dans ce cas précis il s'agit d'un modèle développé par les chantiers navals Skinner & Eddy Co. de Seattle dans l'État de Washington.
Au total, 111 exemplaires de ce type ont été réalisés : 106 pour l'EFC ainsi que cinq autres lancés ultérieurement pour des entrepreneurs privés. Les navires de ce type ont été produits par divers chantiers navals sur la côte ouest des États-Unis. La plupart d'entre eux ont reçu des noms commençant par le mot West (ou dans certains cas, Western ), indiquant de la sorte leurs origines. Deux exemplaires d'une version modifiée construite par les chantiers navals Duthie sont classés comme Design 1066.

## Caractéristiques
La longueur à la ligne de flottaison est de 125,108 m (410 pieds 5 pouces ½) pour une longueur maximale de 129,19 m (423 pieds 9 pouces). La coque et l'entrepont sont divisés en cinq cales chacune dotée d'une trappe recouverte de panneaux de cale, deux en avant de la passerelle, deux en arrière de la superstructure et une plus petite entre la passerelle et la cheminée. La superstructure est divisée en deux volumes, le premier contenant la passerelle, le salon du capitaine ainsi que sa cabine, celle du premier officier et du steward ; l'autre moins haute est accolée à la cheminée et contient les cabines des autres officiers, le mess des ingénieurs, le salon des officiers et la trappe menant à la machinerie, le pont supérieur, ouvert, porte les canaux de sauvetage. Ces deux châteaux reposent sur un pont qui peut soit contenir des réserves de charbon, soit du cargo additionnel. La salle des machines, les chaudières et les soutes à charbon se trouvent au-dessous de l'ensemble. Le navire dispose de deux grands mâts normalement dotés de mâts de charge de 5 t, desservant les soutes no 1, 2, 3 et 4 avec un mât de charge de 30 t ; le levage des marchandises soute médiane est assuré par deux mâts jumelés dont l'un porte l'antenne-supportant les fils de la radio,. Ce mât à l'usage de la radio sera souvent supprimé durant l'entre-deux-guerres au profit de deux extensions des mâts principaux.

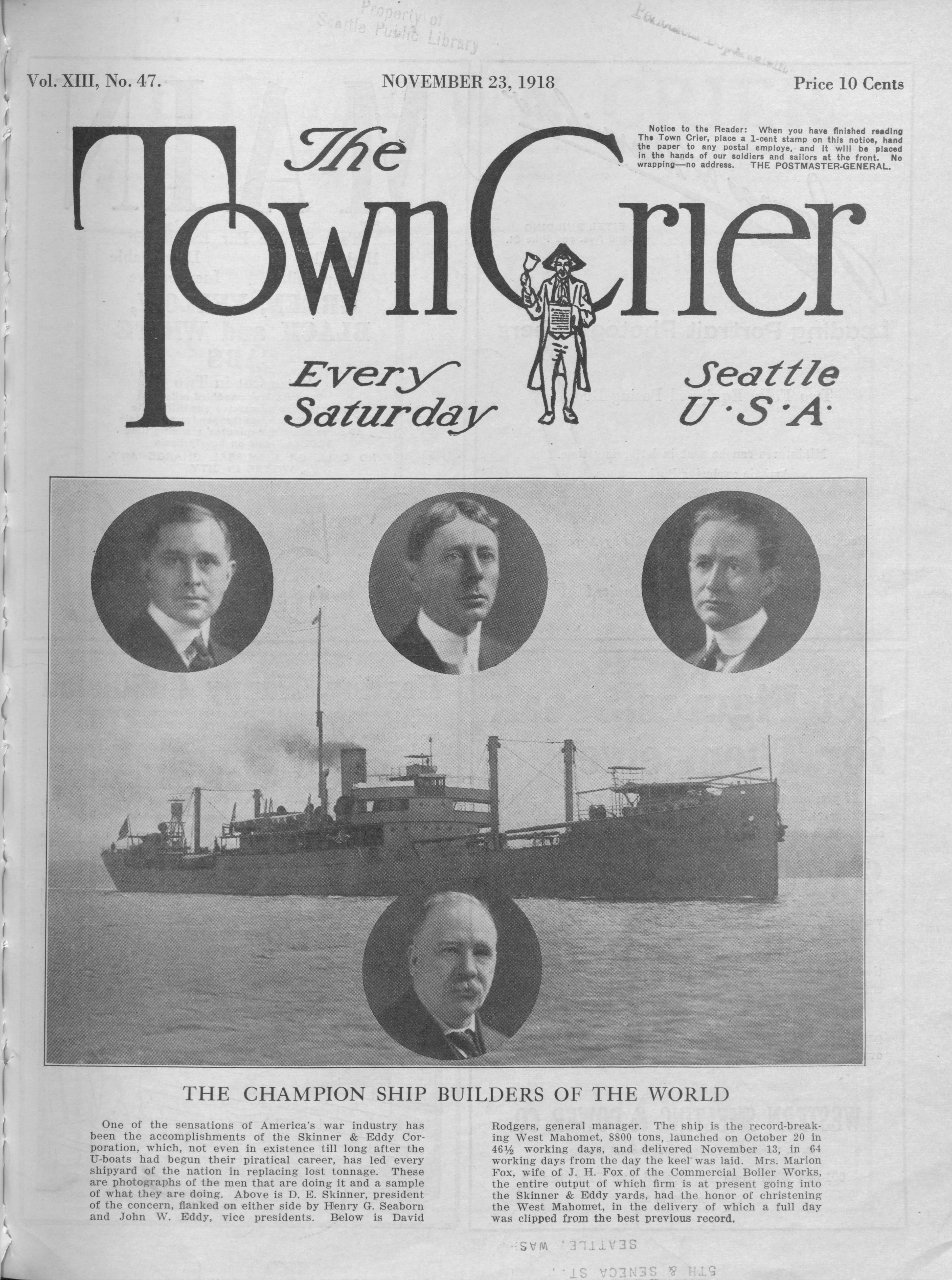
Les ouvriers ayant construit le West Mahomet ont battu un record de rapidité (le navire est livré 64 jours après la pose de la quille). Celui de la photo dispose alors de mâts jumelés. En haut au centre et à droite, les portraits de Skinner et Eddy.

Parmi les premiers navires de ce type à prendre la mer, en 1918, certains reçoivent des mâts jumelés de faible hauteur à la place des deux grands mâts ; ces ensembles dits "kingposts" pouvaient même être repliés pour compliquer la tâche des sous-marins ennemis. Dans la même intention, ils endosseront un camouflage dazzle, retiré dès la fin de la guerre.
Certains navires utilisaient du pétrole comme combustible dans leurs chaudières Scotch et d’autres recouraient au charbon. Il en va de même pour le système de propulsion qui est soit un moteur à turbine Curtis ou une machine à triple expansion.

## Construction
Le chantier naval Skinner & Eddy (en) (du nom de ses deux fondateurs) commence ses activités à Seattle en 1916, en commençant par louer une partie des installations de la Seattle Construction and Drydock Company avant de faire l'acquisition, le jour même de l'entrée en guerre, de terrains avoisinants dans la Baie Elliott pour construire leurs propres installations. Un total de 11 navires construits sous contrat avec divers compagnies de navigation (dont le cargo Lieutenant de Missiessy des Messageries maritimes) sont pratiquement identiques. Ayant directement réquisitionné cinq de ces navires destinés à des armateurs privés (le norvégien Stolt-Nielsen & Sønner A/S, le japonais Mitsui et l'américain O.A. Skinner) ainsi qu'un autre initialement destiné au Royaume-Uni (Shipping Controller (en) du Ministère de la marine), l'US Shipping Board décide de passer une commande massive pour des navires similaires qui seront commandés aux industries de construction navale de la côte Ouest.
La fin de la guerre ou la modification du contrat initial pour produire d'autres navires de plan standard a entraîné des annulations dans la commande des cargos Design 1013. Sur un total de 130 bateaux prévus pendant la guerre, 111 exemplaires de ce type ont été effectivement construits.
La fabrication des navires du Design 1013 est répartie entre les chantiers navals suivants :
- J&F Duthie & co. de Seattle : 12 navires et 3 annulés ;
- Los Angeles Shipbuilding and Dry Dock Company (en) : 30 navires ; 10 autres avaient été commandés mais un autre modèle plus grand (Design 1133) est commandé à leur place ;
- Northwest Steel company, Portland, Oregon : 20 navires, 6 annulés dont trois ont été réalisés pour la navigation privée ;
- Skinner & Eddy réalise pour l'US Shipping Board 24 navires de ce type, en plus de ceux commandés auparavant par d'autres acheteurs ;
- Columbia River Shipping Co. : 20 navires, 10 annulés dont deux construits à titre privé.

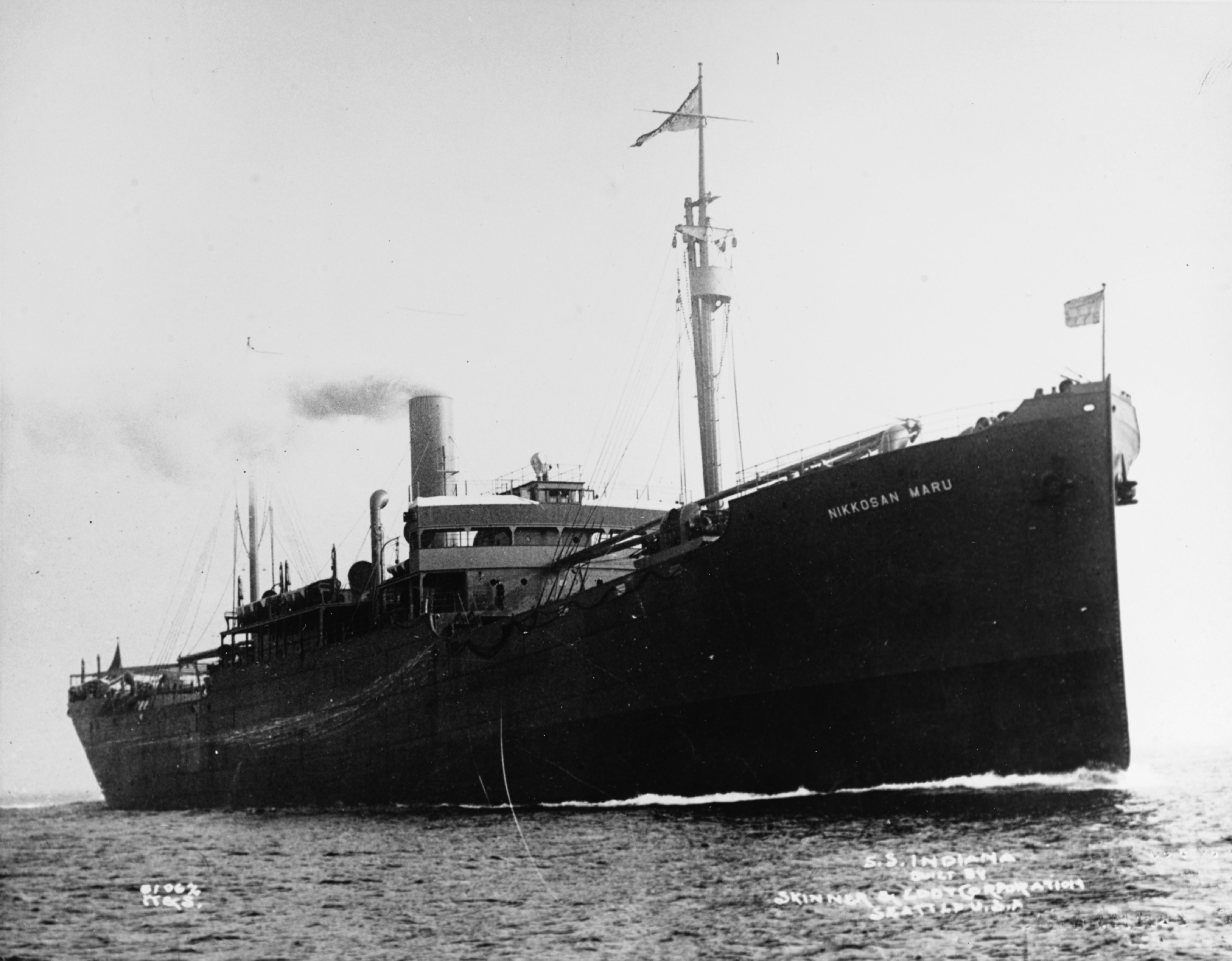
Le Nikkosan Maru au large de Seattle en 1917. Ce navire destiné à Mitsui qui sera réquisitionné par l'US Shipping Board était pratiquement identique au Design 1013.
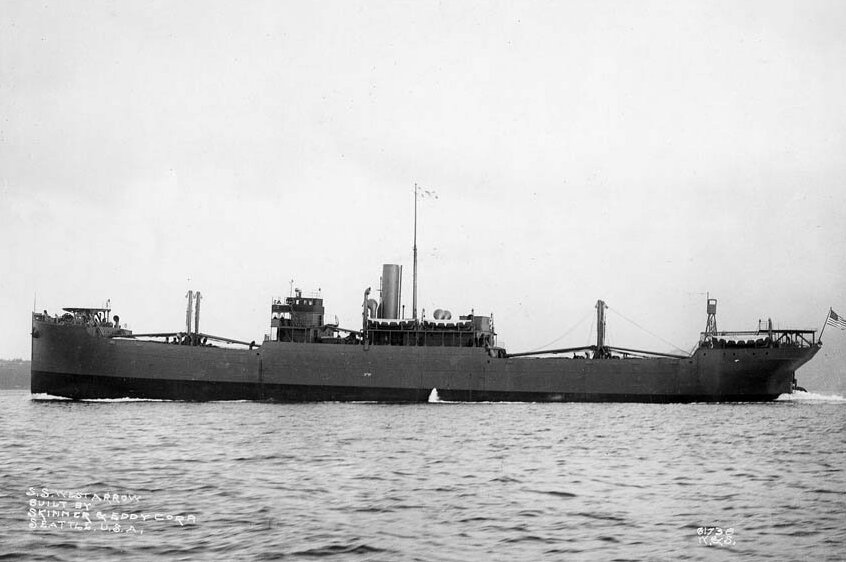
Vue de profil du West Arrow, un autre navire qui précède le Design 1013, à noter les mâts jumelés.
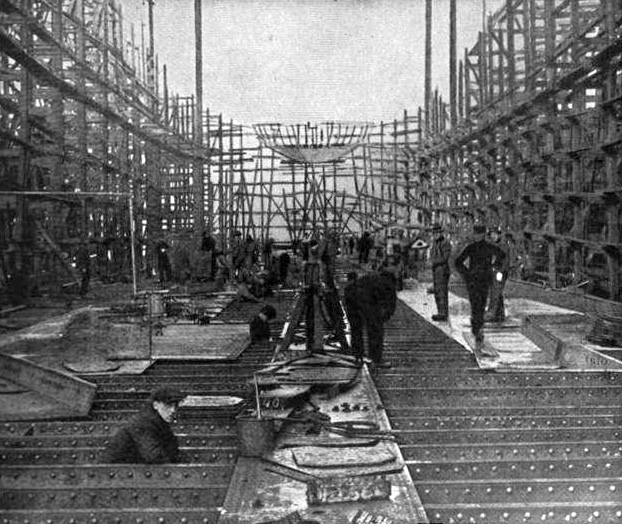
Pose de la quille du West Lianga.
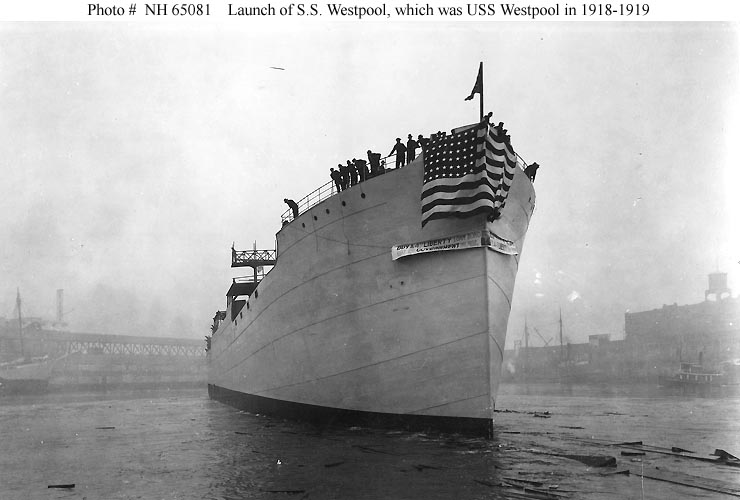
Lancement du navire Westpool aux chantiers navals Duthie.
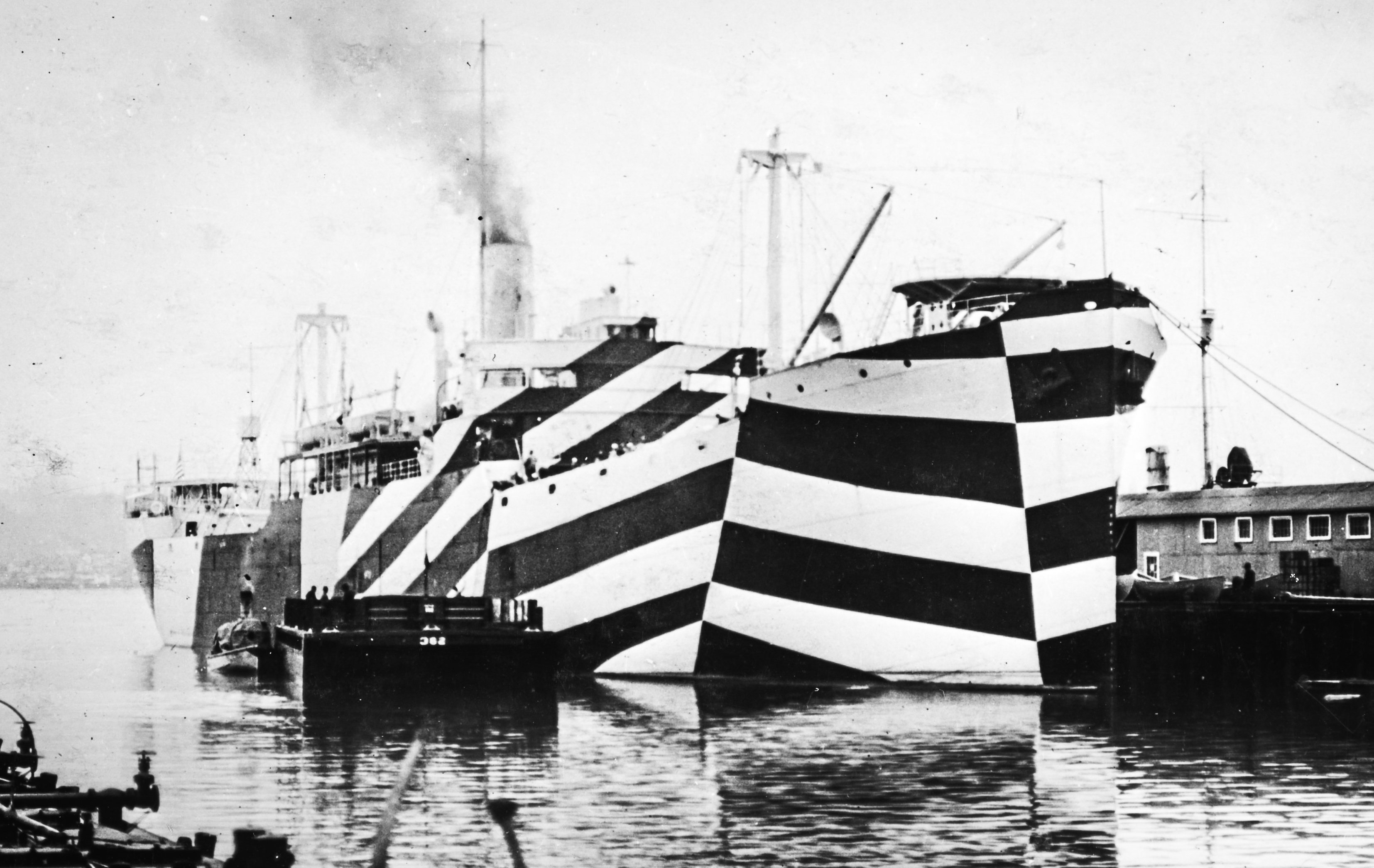
Le West Mahomet en novembre 1918, avec un camouflage Dazzle.
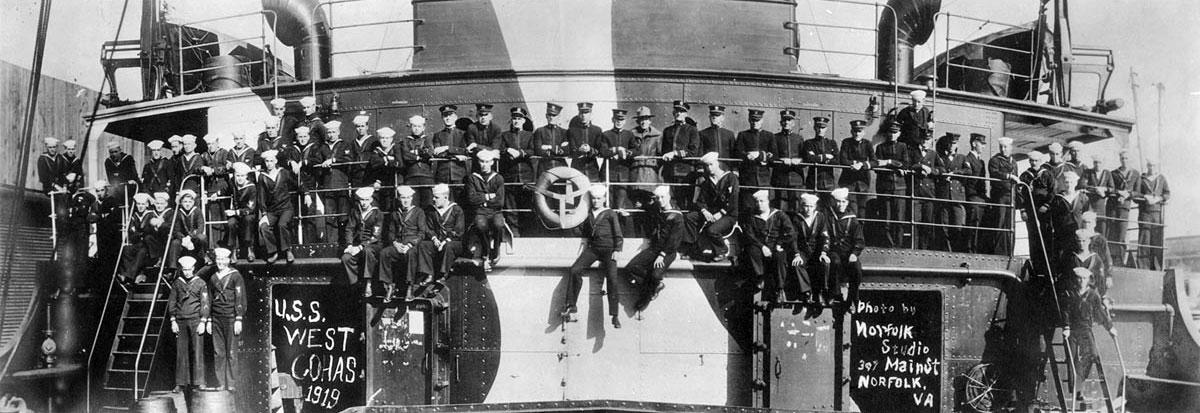
L'équipage militaire du West Cohas pose sur le premier pont de la superstructure.
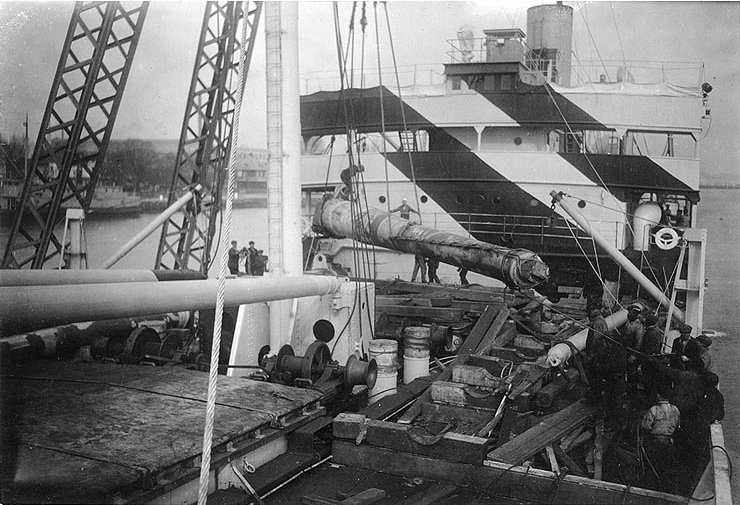
Des canons d'artillerie sur voie ferrée sont ramenés aux États-Unis par le West Hosokie à l'aide d'une grue portuaire.
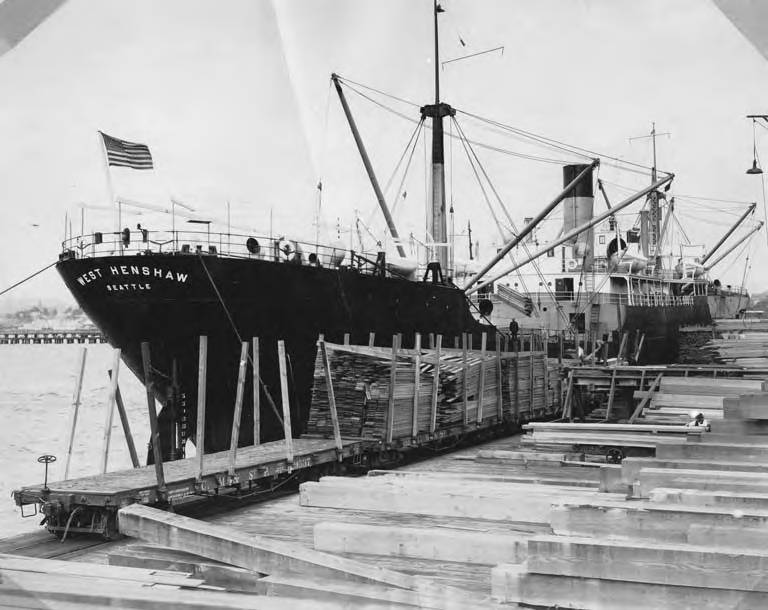
Poupe du West Henshaw en 1922.

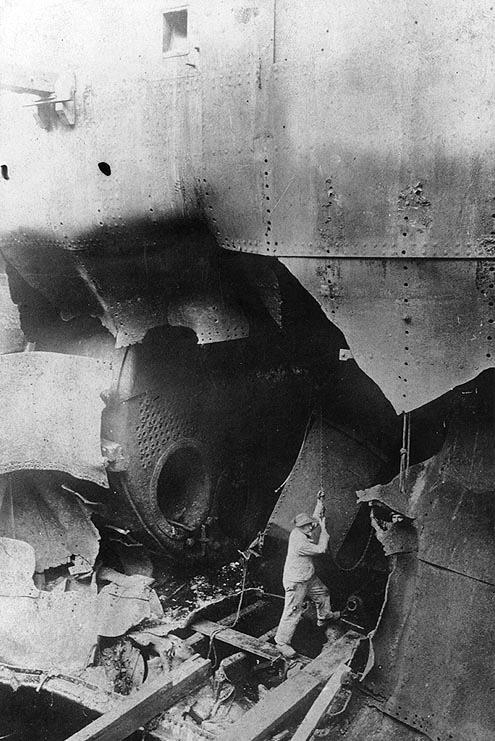
En cale sèche à Brest, le West Bridge qui avait été touché par deux torpilles de l'U-107 le 15 août 1918. Réparé, il naviguera jusqu'en 1966.

Tous sont entrés en service entre 1918 et 1920, la majorité d'entre eux ayant vraisemblablement été achevés pour 1919. Environ 37 des navires de cette commande ont été acquis par la marine américaine pendant ou peu après la guerre pour servir comme auxiliaires, mais la plupart d'entre eux ont rapidement été désarmés en 1919 après seulement quelques mois de service sous les drapeaux. Le USS Westover (en), transportant 10 locomotives 140 "Pershing" en pièces détachées est coulé par le U-92 le 11 juillet 1918 ; 11 membres d'équipage périssent.
De nombreux armateurs privés, principalement américains, ont fait l'acquisition de ces navires marchands auprès de l'US Shipping Board après l'armistice et le rapatriement du corps expéditionnaire américain. Ces navires poursuivront leur existence changeant pour certains de pavillon et de nationalité avant le déclenchement de la Seconde Guerre mondiale.

### Design 1066
Une version légèrement modifiée est mise au point par les chantiers navals Duthie et remplace leurs deux derniers navires du design 1013 qui leur avaient été attribués. Parmi les modifications, la forme de la proue tandis que la répartition des canots de sauvetage, qui obligeait les occupants de la passerelle à rejoindre le pont coiffant la salle des machines, est revu. Des extensions au-dessus de la coursive avant permettent d'accueillir un canot à bâbord et un à tribord ; en contrepartie le second pont en arrière de la cheminée n'a que deux canots. Bien que seulement deux navires de ce type aient été listés par les historiens, le Deuel (futur Capac) présente les mêmes modifications à sa superstructure.

## Prêt-bail
Conformément à l'accord de prêt-bail, plusieurs navires ont été achetés par l'URSS entre 1942 et 1945, car les soviétiques avaient urgemment besoin de navires de transport et de commerce pendant la Seconde Guerre mondiale et dans les premières d'après-guerre tandis que le marché américain était, lui, saturé de navires neufs dont les Liberty ships et Victory ships. Au total, l'Union soviétique a acheté 25 navires du design 1013, lesquels sont parfois désignés cargos de classe Biélorussie (du nom donné au premier navire pris en comte par l'Union soviétique) et parfois appelés cargos de classe West en raison de leur nom récurrent et de leur fabrication sur la côte ouest des États-Unis. Tous les navires achetés ont reçu de nouveaux noms de baptême, généralement des toponymes.

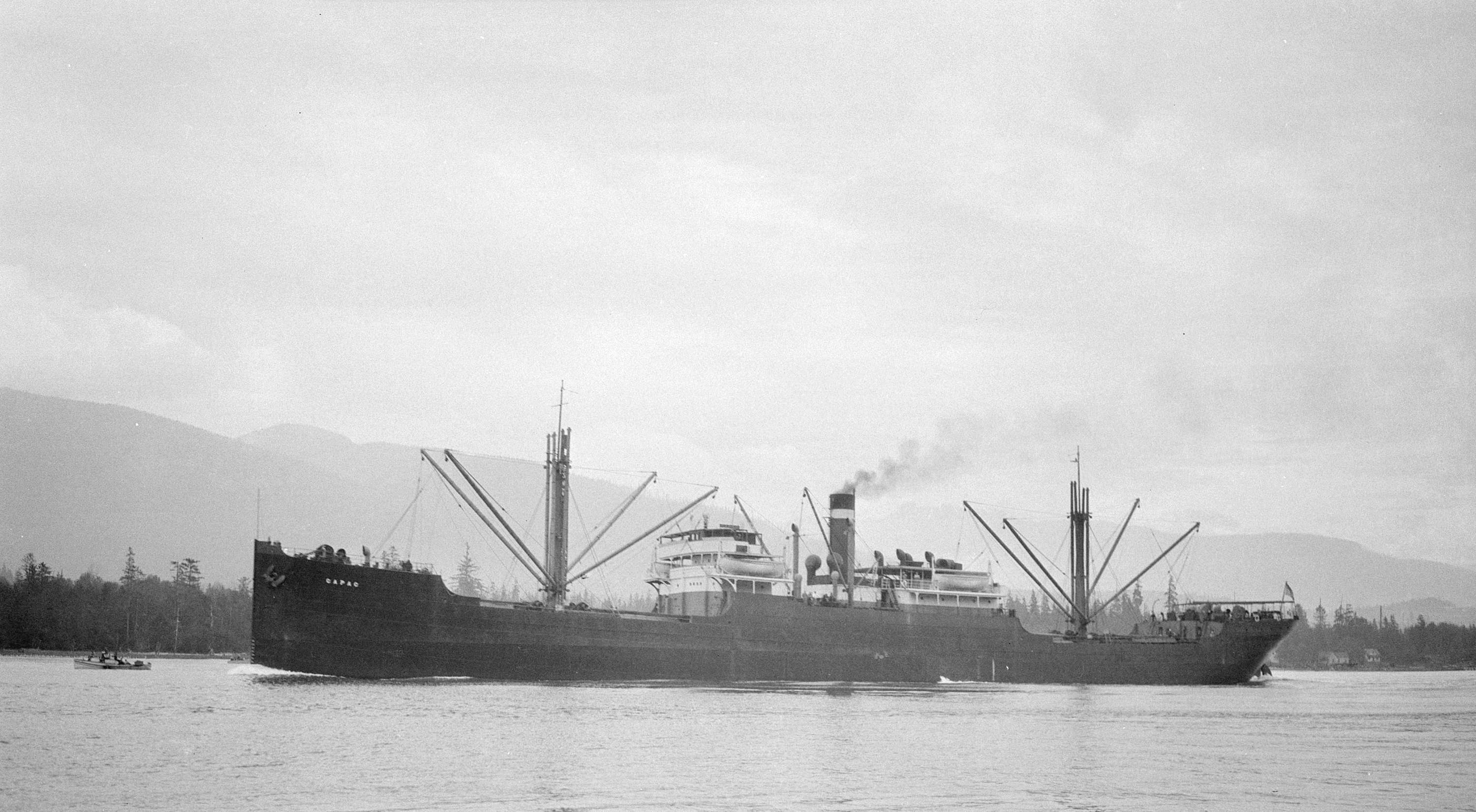
Le Capac (W. R. Grace and Company) ex-Deuel construit par Duthie en 1919. Doté d'extensions près de la passerelle pour y disposer deux canots (comme sur le Design 1066), il sera coulé par le sous-marin italien Archimede, sans faire de victimes.
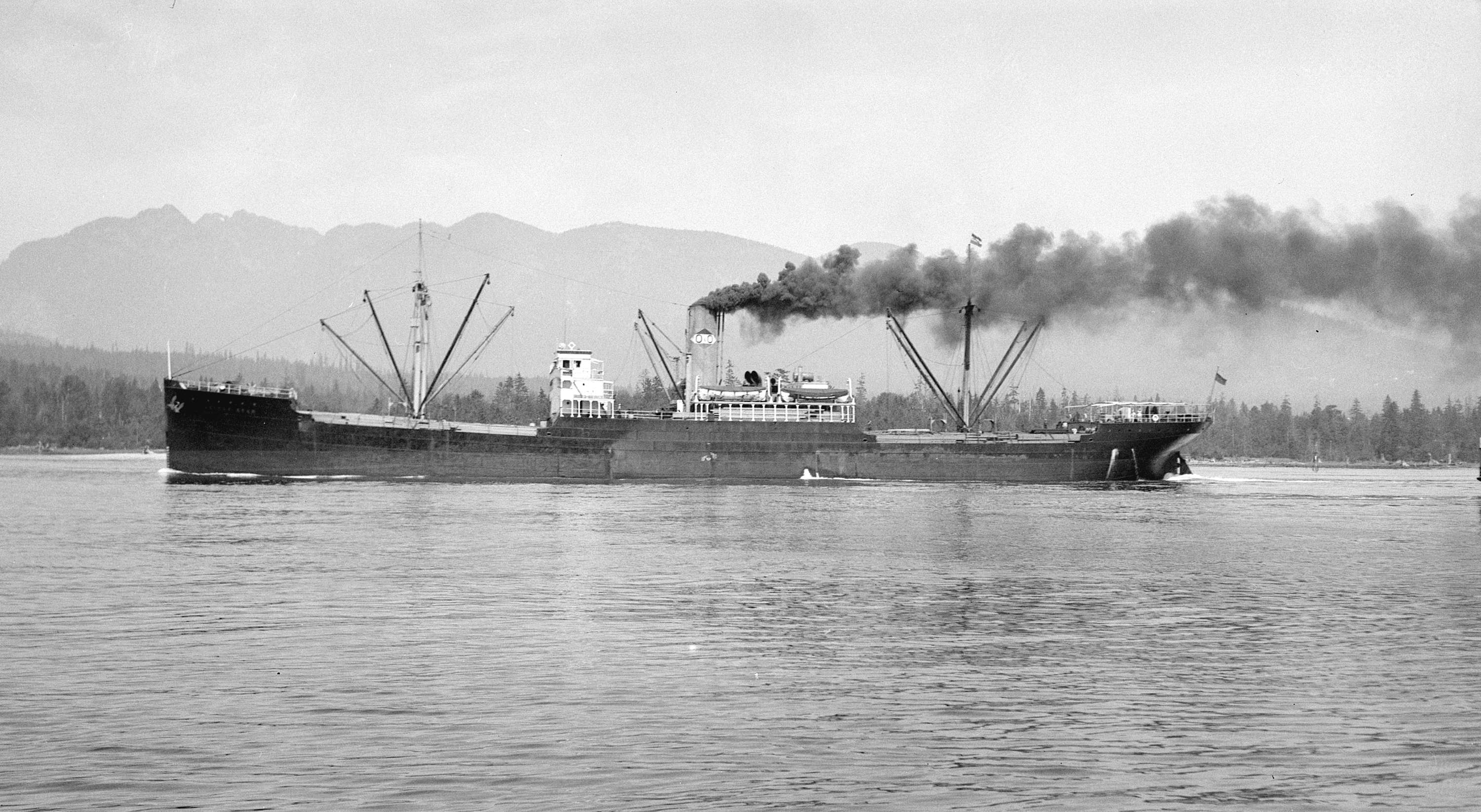
Le Golden Bear, ex-West Cajoot, chargé de planches jusqu'aux coursives (à noter les montants supplémentaires). Revendu à la Russie, il prendra le nom de Vyborg et coulera en Sibérie en 1948.
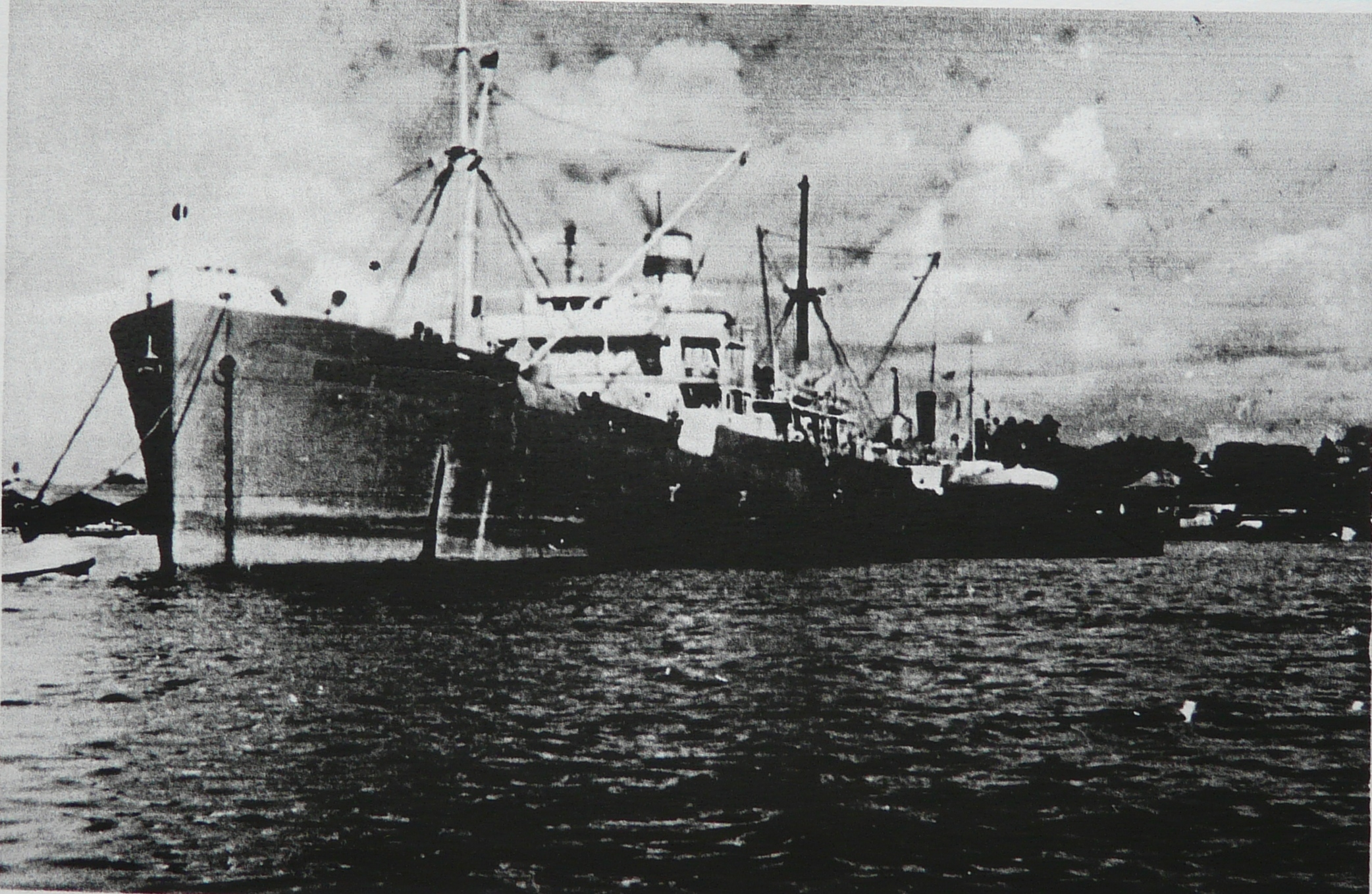
Le SS Karaganda (en) soviétique, ex-Circinus, photographié entre 1961 et 1963.

## Fin de carrière
Une partie des navires de l'US Shipping Board n'a pas trouvé preneur après-guerre en raison de la saturation du marché ou se retrouvent au mouillage à l'issue d'une brève carrière dans la marine marchande des USA. Certains sont ferraillés dès 1930 pour ré-injecter leur acier dans l'économie américaine ; d'autres conservés en réserve sont finalement envoyés à la démolition à la fin des années 1930 ou réactivés vers 1940-1941 pour servir les flottes marchandes des USA et de leurs alliés.
La plupart des navires achetés par des compagnies civiles étaient encore actifs lorsque débute la Deuxième guerre mondiale, qui sera fatale à de très nombreux navires, coulés par les sous-marins, les mines, l'aviation ou victimes d'accidents. Après le Débarquement de Normandie, quelques-uns font partie des 60 vaisseaux sabordés au large des côtes pour servir de brise-lames en eau peu profonde (désignés corncob ou gooseberry), protégeant le port artificiel Mulberry.
Ceux encore en possession de l'US Navy sont décommissionnés à la fin des années 1940 et généralement ferraillés tandis que ceux encore en service en occident sont prestement remplacés par des navires plus modernes et envoyés à la démolition. Seule une faible proportion naviguait encore dans les années 1960.